# Kokárdavirág
A kokárdavirág (Gaillardia) az őszirózsafélék (Asteraceae) családjának őszirózsaformák (Asteroideae) alcsaládjába tartozó növénynemzetség. Egyéves és évelő növények tartoznak ide. 15-29 Észak- és Dél-Amerikában honos, szárazságtűrő faja mellett, számos hibrid is található kerti termesztésben.
A nemzetség tudományos nevét M. Gaillard de Charentonneau-ról, a botanika 18. századi patrónusáról kapta. Köznapi neve a kokárdához való hasonlóságára utal.

## Jellemzése
Évelő vagy egyéves, a margarétára emlékeztető lágyszárú növények, ritkábban cserjék. 40–60 cm magasra nőnek. Általában 5 vagy 15 színűek.

## Fajok
Észak-amerikai fajok
- Gaillardia aestivalis
  - Gaillardia aestivalis var. aestivalis
  - Gaillardia aestivalis var. flavovirens
  - Gaillardia aestivalis var. winkleri
- Gaillardia amblyodon
- Gaillardia aristata: közönséges kokárdavirág
- Gaillardia arizonica
  - Gaillardia arizonica var. arizonica
  - Gaillardia arizonica var. pringlei
- Gaillardia coahuilensis
- Gaillardia flava
- Gaillardia x grandiflora [G. aristata ×  G. pulchella]
- Gaillardia multiceps
  - Gaillardia multiceps var. microcephala
  - Gaillardia multiceps var. multiceps
- Gaillardia parryi
- Gaillardia pinnatifida
  - Gaillardia pinnatifida var. linearis
  - Gaillardia pinnatifida var. pinnatifida
- Gaillardia pulchella
  - Gaillardia pulchella var. australis
  - Gaillardia pulchella var. picta
  - Gaillardia pulchella var. pulchella
- Gaillardia spathulata
- Gaillardia suavis

Dél-amerikai fajok
- Gaillardia cabrerae : a közép-argentínai Lihue Calel nemzeti park endemikus faja
- Gaillardia megapotamica
  - Gaillardia megapotamica var. radiata : az argentínai San Luis endemikus faja
  - Gaillardia megapotamica var. scabiosoides
- Gaillardia tontalensis : az argentínai San Juan Province endemikus faja

## Galéria

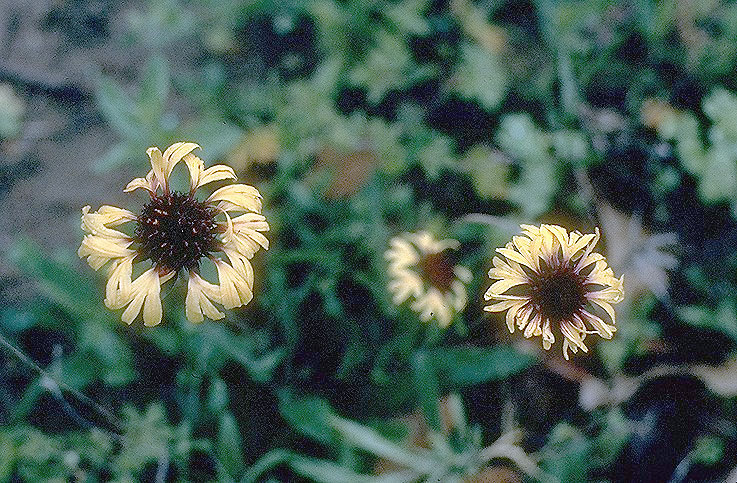
Gaillardia aestivalis
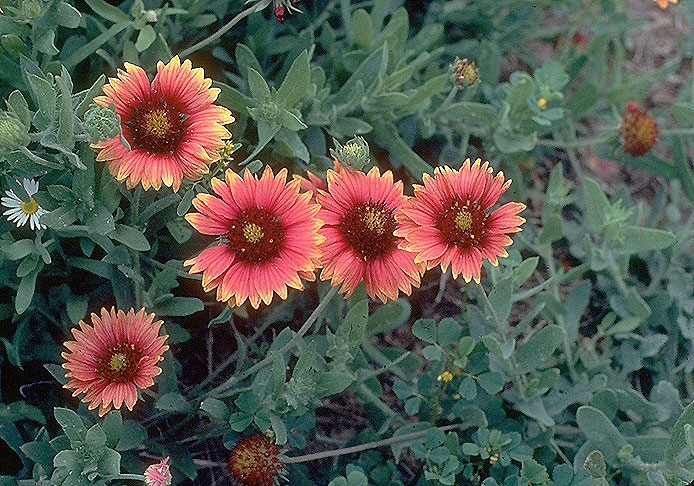
Gaillardia pulchella
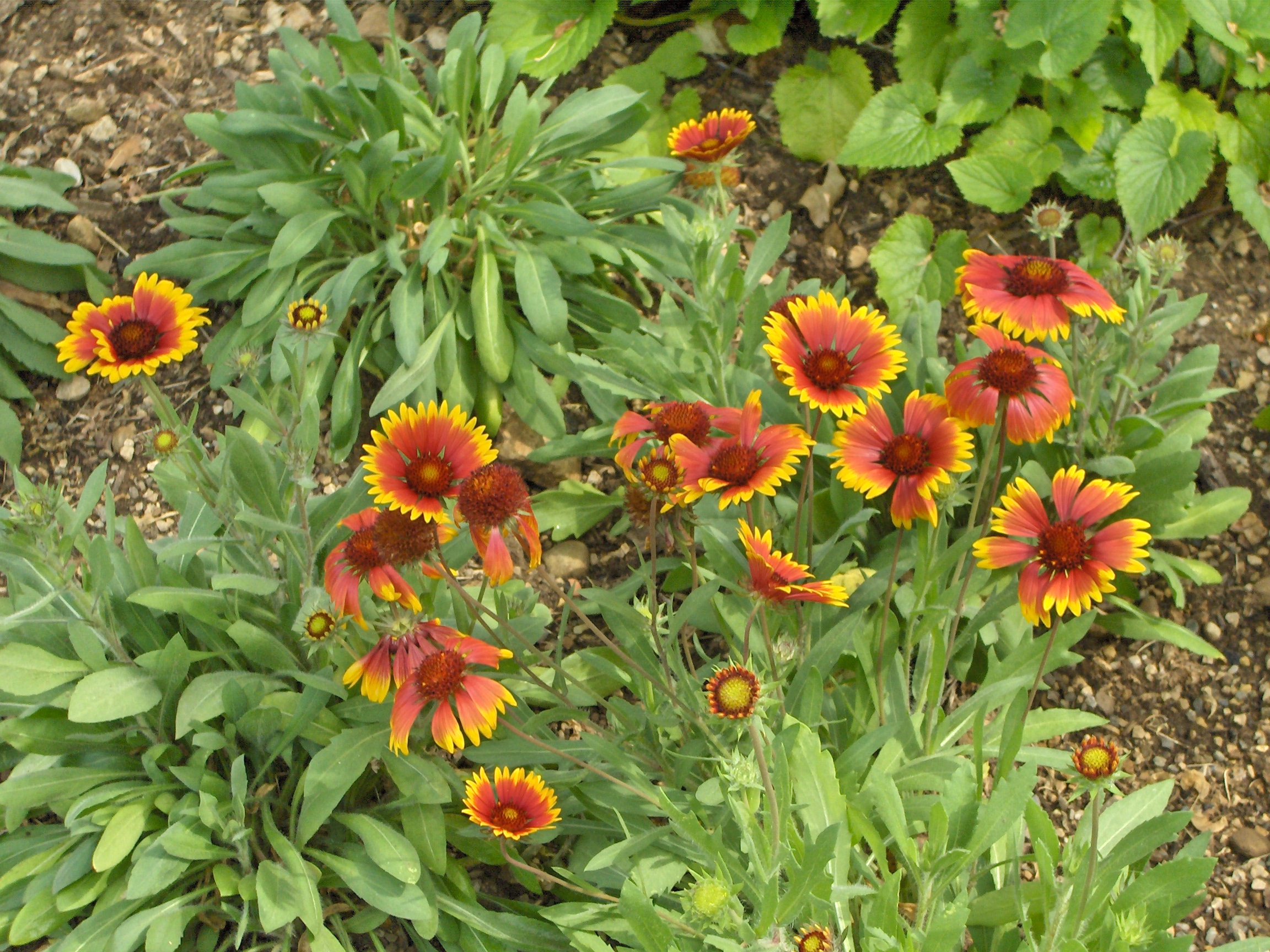
Gaillardia × hybrida
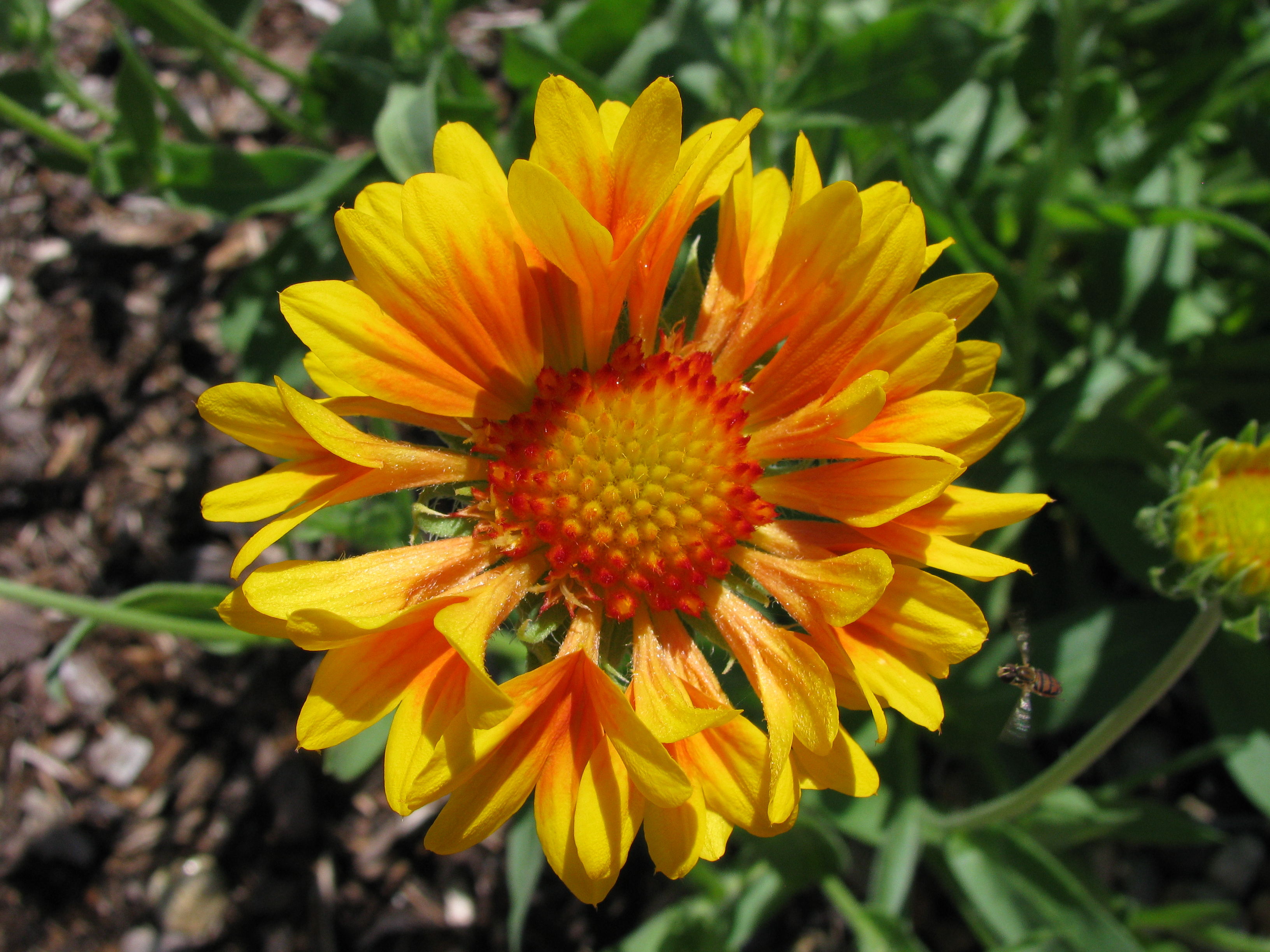
Gaillardia × grandiflora 'Oranges and Lemons'

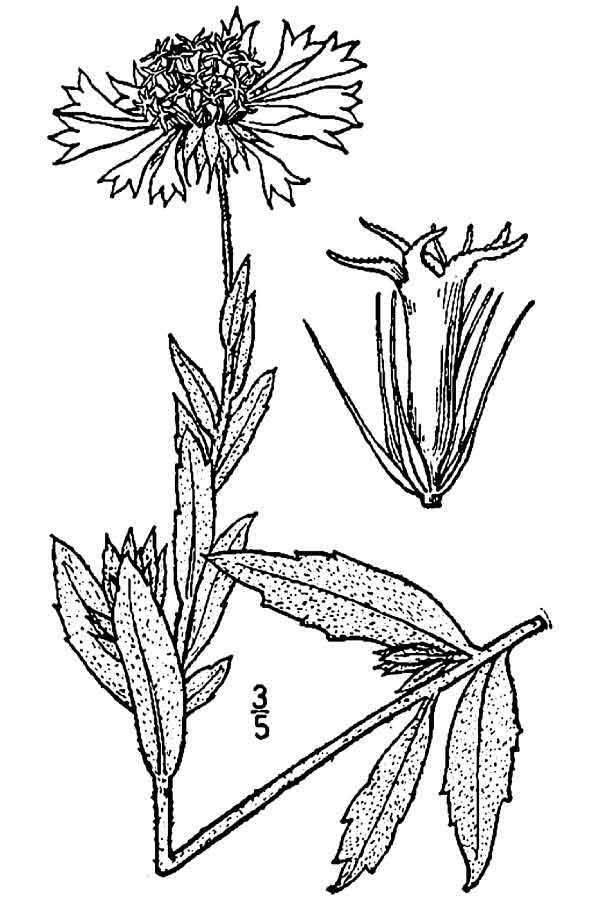
Gaillardia aestivalis var. flavovirens
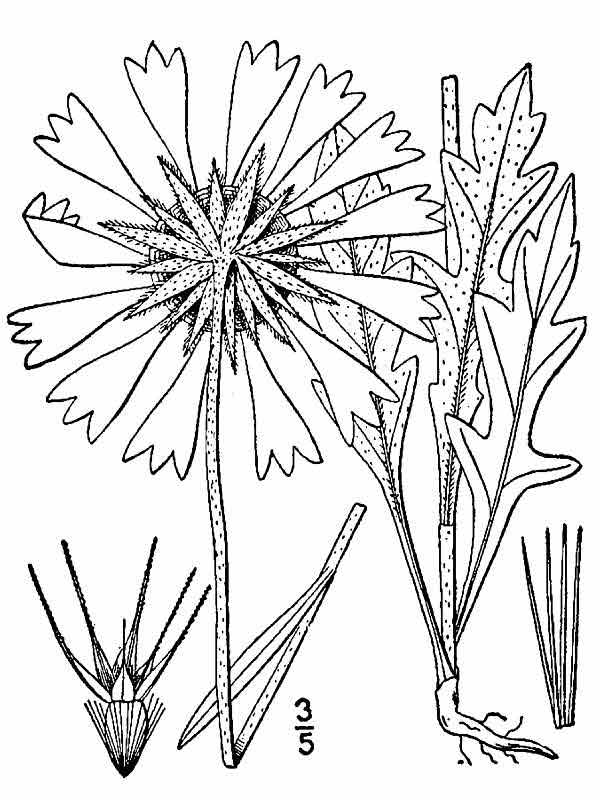
Gaillardia aristata
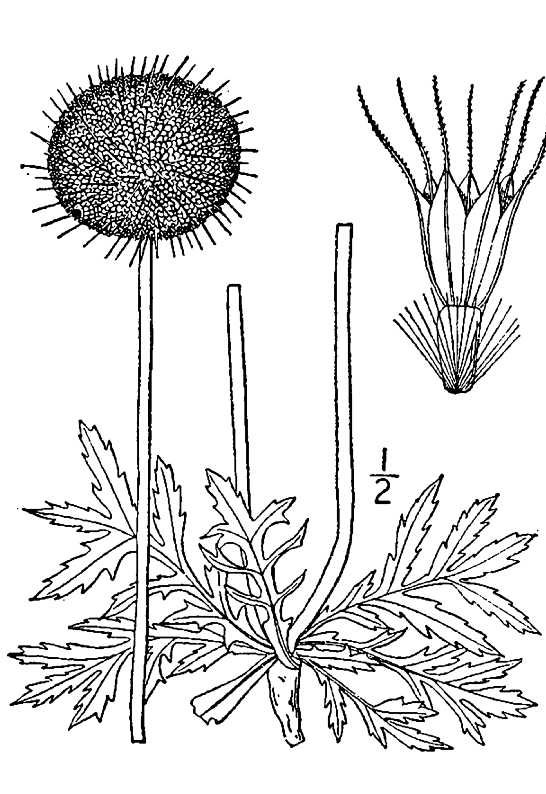
Gaillardia suavis

## Fordítás
- Ez a szócikk részben vagy egészben  a   Gaillardia című angol Wikipédia-szócikk ezen változatának fordításán alapul.  Az eredeti cikk szerkesztőit annak laptörténete sorolja fel. Ez a jelzés csupán a megfogalmazás eredetét és a szerzői jogokat jelzi, nem szolgál a cikkben szereplő információk forrásmegjelöléseként.